# Sông Shinano

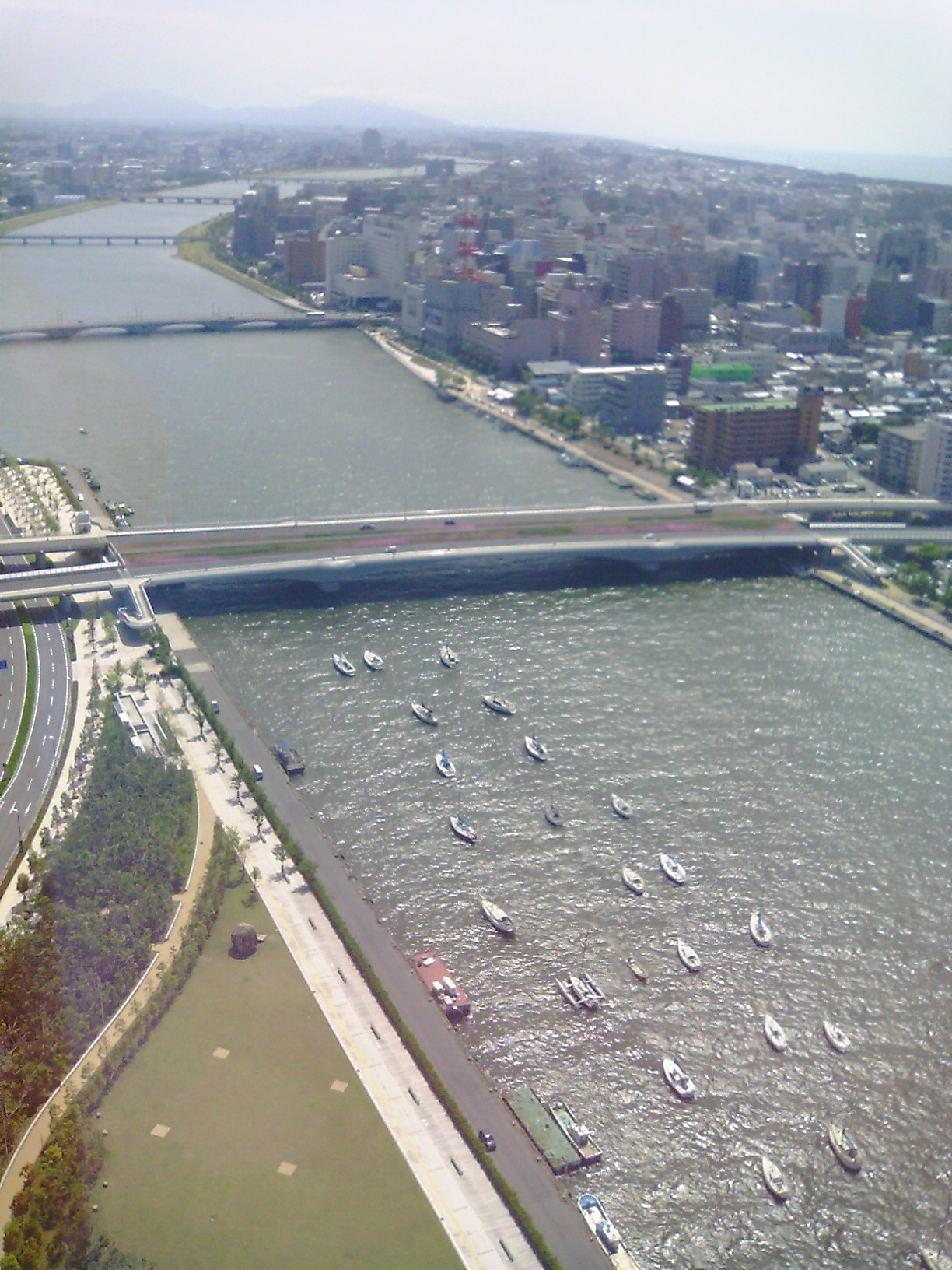
Sông Shinano, đoạn chảy qua thành phố Niigata

Sông Shinano (tiếng Nhật: 信濃川 | Shinano-gawa; âm Hán Việt: Tín Nồng xuyên) dài 367 km là con sông dài nhất Nhật Bản. Sông Shinano xuất phát từ huyện Nagano chảy qua Niigata và đổ vào biển Nhật Bản tại thành phố Niigata. Shinano có lưu vực rộng 11.900 km², lớn thứ ba ở Nhật Bản. Sông này còn có tên là Chikuma (Chikuma-gawa).

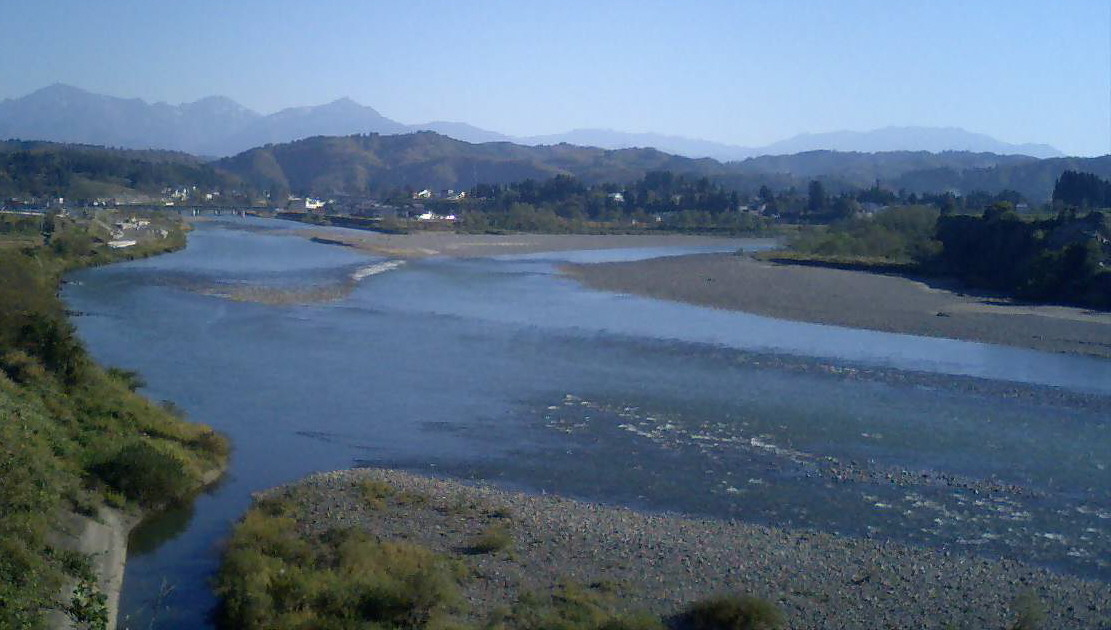
Sông Shinano

Nguồn chính của sông Shinano là vùng núi Kuboshi chỗ giáp ranh giữa các huyện Saitama, Yamanashi và Nagano. Sông chảy về phía Tây Bắc, hợp với sông Sai từ Kumamoto đổ về rồi chuyển hướng về phía Đông Bắc. Kawanakajima (川中島) ở Nagano, chỗ hợp lưu giữa sông Shinano và sông Sai, là trận địa lịch sử trong Cuộc chiến Kawanakajima.
Sông Shinano có công bồi đắp đồng bằng Niigata thêm màu mỡ, tạo điều kiện thích hợp cho việc trồng lúa.